# Günter Lux
Günter Lux (* 28. August 1939 in Sagar) ist ein ehemaliger Radrennfahrer, der in den 1960er Jahren in der DDR aktiv war. Nach seiner Rennfahrerlaufbahn arbeitete Lux als Radsporttrainer. 

## Sportliche Laufbahn
Lux wuchs im ostsächsischen Sagar auf und beendete dort 1953 die Grundschule. Anschließend absolvierte er in Weißwasser eine Glasbläserlehre. 1956 kam er zum Radsport und schloss sich als Nachwuchsfahrer zuerst der Polizei-Sportgemeinschaft Dynamo Cottbus, 1958 der Betriebssportgemeinschaft (BSG) Lokomotive Cottbus an und ließ sich zum Betriebsschlosser umschulen. Ab 1959 stellten sich die ersten Erfolge im Männerbereich ein. Er siegte bei einem Rundstreckenrennen in Regensburg (Bayern) und beim Cottbuser Dreiecksrennen. Auch 1960 war er beim Cottbuser Dreiecksrennen und bei Rund um Dresden erfolgreich. Nach der Saison 1960 wurde Lux zum Radsport-Schwerpunktklub SC DHfK Leipzig delegiert. Sein erstes Etappenrennen im Ausland fuhr er 1962, als er bei der Tunesien-Rundfahrt eingesetzt wurde, die er als Sechster beendete. In den Jahren 1963 bis 1967 erreichte er mit der DHfK-Mannschaft bei der DDR-Meisterschaft im  100-km-Mannschaftszeitfahren zwei zweite und zwei dritte Plätze. Die beste Platzierung bei Etappenrennen erreichte er 1965 bei der DDR-Rundfahrt, als er Vierter der Gesamtwertung werden konnte. Bei der Straßen-Weltmeisterschaft im selben Jahr konnte er den 46. Platz im guten Mittelfeld belegen.
Beim Qualifikations-Zeitfahren für die Internationale Friedensfahrt 1963 fuhr Lux die beste Zeit und wurde daraufhin für das DDR-Aufgebot nominiert. Bei dieser Etappenfahrt hatte er auf dem 6. Tagesabschnitt mit Platz drei sein bestes Ergebnis, in der Endplatzierung wurde er mit dem DDR-Team Mannschaftssieger und kam als viertbester DDR-Fahrer in der Einzelwertung auf den 18. Platz unter 84 platzierten Fahrern. Bei der Jugoslawien-Rundfahrt belegte er den 4. Rang. In den folgenden Jahren gelang es ihm nicht mehr, sich noch einmal für die Friedensfahrt zu qualifizieren. Seinen letzten Sieg in der Leistungsklasse errang er beim Kowalit-Preis 1966. 
Nachdem Lux seine aktive Laufbahn als Radrennfahrer, bei der er über 100 Siege errang im Mai 1967 auf ärztliches Anraten hin beendet hatte, nahm er ein Sportlehrerstudium auf, das er 1972 mit dem Diplom abschloss. Anschließend war er als Assistenz- bzw. Nachwuchstrainer bei der Sektion Radsport des SC DHfK tätig. 1975 wurde er mit dem Posten des Radsport-Cheftrainers beim SC DHfK betraut. Zeitweise war er Mitglied des Trainerrates des DDR-Radsport-Verbandes. Nach der politischen Wende von 1990 wurde Günter Lux vom SC DHfK entlassen und ging darauf als Nationaltrainer nach Saudi-Arabien. Von 1995 bis 2003 war Lux Bundestrainer des österreichischen Radsportverbandes. Als Bundestrainer des österreichischen Radsportverbandes hat er an den Olympischen Spielen in Atlanta und Sydney teilgenommen und mit dem österreichischen Nationalteam von 1995 bis 2003 alle Straßenradsport-Weltmeisterschaften bestritten. Anschließend arbeitete er bis 2007 als Ausbildungsleiter im Leistungszentrum Südstadt-Wien.
1963 wurde ihm in der DDR der Vaterländische Verdienstorden in Bronze verliehen.
Er ist der Vater von Andreas Lux, der in den achtziger Jahren ebenfalls für den SC DHfK Leipzig startete.